# Širokolistna zvončnica
Širokolistna zvončnica (znanstveno ime Campanula latifolia) je zelnata rastlina slovenskih gozdov v planinskih področjih. Najdemo jo na kamnitih zemljiščih s svežim, rahlim, hranljivim humusom na robovih gozda. Raste posamično ali v manjših skupnostih z drugo gorsko vegetacijo.

## Ostale vrste zvončic
Številne vrste zvončic rastejo v Sloveniji na robovih gozdov, travnikov med grmičevjem in  na različnih tleh. Takšne so:
- Alpska zvončica- Campanula alpina Jacq.
- Beckova zvončica- Campanula beckiana Hayek
- Bolonjska zvončica- Campanula bononiensis L.
- Breskovolistna zvončica- Campanula persicifolia L.
- Brkata zvončica- Campanula barbata L.
- Karnijska zvončica- Campanula carnica L.
- Klasasta zvončica- Campanula spicata L.
- Klobčasta zvončica- Campanula glomerata L.
- Koprivasta zvončica- Campanula trachelium L.
- Okroglolistna zvončica- Campanula rotundifolia L.
- Piramidasta zvončica- Campanula piramidalis L.
- Razprostrta zvončica- Campanula patula L.
- Repuščeva zvončnica- Campanula repunculus L.
- Srhodlakava zvončica- Campanula cervicaria L.
- Zoisova zvončnica- Campanula zoisii Wulf.